# ダンジョンズ&ドラゴンズ (アニメ)
ダンジョンズ & ドラゴンズ(Dungeons & Dragons)は、TSR製作のロールプレイングゲームの同名タイトル基づいたテレビアニメ。マーベル・プロダクション、TSR、東映アニメーションによる共同制作。アメリカ合衆国では1983年9月17日から1985年12月7日までCBSで放送された。日本では1996年にNHKで放送されたとされているが、NHKクロニクルでは検索結果に表示されていない。

## キャラクター

### ヒーロー
ハンク
声 - ウィリー・エイムズ
エリック
声 - ドン・モスト
ダイアナ
声 - トニア・ゲイル・スミス
プレスト
声 - アダム・リッチ
ボビー
声 - テッドフィールド三世
ユニ・ザ・ユニコーン
声 - フランク・ウェルカー
ダンジョンマスター
声 - シドニー・ミラー

### ヴィラン
ベンジャー
声：ピーター・カレン
ナイトメア
ヴェンジャーの馬
ティアマット
声 - フランク・ウェルカー
5頭のドラゴン
カリーナ
声 - ダイアン・パーシング